# Dilektaşı, Yüksekova
Dilektaşı là một xã thuộc huyện Yüksekova, tỉnh Hakkâri, Thổ Nhĩ Kỳ. Dân số thời điểm năm 2011 là 908 người.